# هان جي هيون (ممثلة)
هان جي هيون (هانغل: 한지현)؛ هي ممثلة من كوريا الجنوبية، اشتهرت بدور «سوك كيونغ» في السلسلة الشهيرة بنتهاوس لعام 2020-21. لعبت دور البطولة لأول مرّة في مسلسل ابتهج (2022).

## خلفيتها
ولدت جي هيون في عام 1996، في أبجوجيونج دونج، منطقة كانجنام، في سيئول (أبجوجيونج دونج تعتبر واحدة من أغنى الأحياء في كوريا الجنوبية، حيث أن سعر السكن في أبجوجيونج دونج يبلغ حوالي 28,300 دولار أمريكي لكل متر مربع). ألتحقت جي هيون بجامعة كوريا الوطنية للفنون، قسم التمثيل أو الفن، لديها أخ توأم اسمه هان سيونغ سو يعمل كا مودل.
قبل قبولها، كانت معروفة بأنها اجتازت امتحانات القبول بالجامعة لقسم التمثيل في جامعات أخرى مثل جامعة كونكوك، وجامعة دونجوك، ومعهد سيول للفنون، وجامعة سونجكيونكوان، وجامعة سيجونج، وجامعة تشونج أنج.

## المسار المهني
بدأت هان حياتها المهنية كعارضة أزياء عندما كانت تدرس في المدرسة الإعدادية قبل دخولها التمثيل. في 24 فبراير 2017، أعلن عن توقيع جي هيون مع وكالة إس بي دي إنترتاينمنت.
في 17 أبريل 2019، مثلت هان في فيلم "أراهن بكل شيء في دور قيادي بدور كانغ سيون مي. في 22 أبريل، لعبت هان في المسلسل التلفزيوني "تهب الرياح" على JTBC في دور داعم بدور لي سونغ كيونغ.
في 24 سبتمبر 2020، مثلت هان في المسلسل التلفزيوني الشهير بنتهاوس في دور داعم «جو سوك كيونغ».
في 21 أبريل 2022، اختيرت لدور البطولة في مسلسل تلفزيوني من إس بي إس بعنوان ابتهج، بأول دور رئيسي لها في دور دو هاي أي مع باي ان هيوك.

## فيلموغرافيا

### أفلام
| عام  | عنوان            | الدور               | المراجع |
| ---- | ---------------- | ------------------- | ------- |
| 2021 | سيو بوك          | طالبة، في متجر صغير | [ 15 ]  |
| 2021 | أراهن على كل شيء | كانغ سيون مي        | [ 16 ]  |

### مسلسلات تلفزيونية
| عام  | عنوان         | الدور                  | قناة البث        | المراجع |
| ---- | ------------- | ---------------------- | ---------------- | ------- |
| 2019 | تهب الرياح    | لي سون كيونغ           | جاي تي بي سي     | [ 17 ]  |
| 2020 | السقيفة       | جوو سيوك كيونغ         | إس بي إس         | [ 18 ]  |
| 2021 | السقيفة 2     | جوو سيوك كيونغ         | إس بي إس         | [ 18 ]  |
| 2021 | السقيفة 3     | جوو سيوك كيونغ         | إس بي إس         | [ 18 ]  |
| 2022 | ابتهج         | دو هاي يي              | إس بي إس         | [ 4 ]   |
| 2024 | لا مكسب لا حب | نام جا يون / يون بو را | تي في ان         | [ 19 ]  |
| 2024 | واجهني        | لي مين-هيونغ           | واف / كي بي اس 2 | [ 20 ]  |

### مسلسلات ويب
| عام  | عنوان              | الشبكة   | الدور        | المراجع |
| ---- | ------------------ | -------- | ------------ | ------- |
| 2017 | سائق ملهم          | نايفر TV | جين هوي      | [ 21 ]  |
| 2018 | تارومانس اليوم     | يوتيوب   | يو اين جيونغ | [ 22 ]  |
| 2019 | يا له من عالم رائع | نايفر TV | جو اه ايونغ  | [ 21 ]  |

## الجوائز
| حفل توزيع الجوائز                   | سنة  | فئة               | المرشح /      | نتيجة | المرجع. |
| ----------------------------------- | ---- | ----------------- | ------------- | ----- | ------- |
| جائزة ولاء العملاء للعلامة التجارية | 2021 | أفضل ممثلة مبتدئة | هان جي هيون   | فوز   | [ 23 ]  |
| جوائز العلامة التجارية للعام        | 2021 | أفضل ممثلة جديدة  | هان جي هيون   | فوز   | [ 24 ]  |
| جوائز اس بي اس دراما                | 2021 | أفضل ممثلة جديدة  | سلسلة بنتهاوس | فوز   | [ 25 ]  |

## روابط خارجية
- الموقع الرسمي
- هان جي هيون على موقع IMDb (الإنجليزية)
- هان جي هيون على موقع قاعدة بيانات الفيلم (الإنجليزية)
- هان جي هيون على موقع كينوبويسك (الروسية)
- هان جي هيون في هانسينما